# Moby Dick (opera)
Moby Dick – opera-misterium w 4 aktach Eugeniusza Knapika.
Libretto napisał poeta Krzysztof Koehler. Światowa prapremiera odbyła się w Warszawie w Teatrze Wielkim – Operze Narodowej w reżyserii Barbary Wysockiej pod kierownictwem muzycznym Gabriela Chmury.
Moby Dick to współczesne, filozoficzno-symboliczne misterium nawiązujące do Księgi Jonasza i  Ksiąg Królewskich Starego Testamentu. 
Osoby:
- Hagar
- Jezabel
- Izmael
- Ahab
- Ojciec Mapple
- Eliasz
- Pierwszy Żeglarz
- Majtek

## Źródła
- Obsada opery w bazie e-teatr
- Program opery [pdf] w bazie e-teatr